# Gaurav Gill
Gaurav Gill, né le 2 décembre 1981 à New Delhi, est un pilote de rallyes indien.

## Biographie
Ce pilote a débuté sur deux roues en 1996, disputant le championnat national de motocross en 1999, et par ensuite la compétition automobile toujours dans la région de Delhi, passant sur deux roues motrices en rallyes nationaux également dès 1999.
Il a participé au rallye-raid de l'Himalaya en 2000, et est apparu en WRC en 2008 (RAC Rally) et 2009 (catégorie production).
Il est le premier indien à marquer des points en WRC, au rallye du Portugal en 2009.
En 2013 il fait équipe avec le jeune et talentueux finlandais Esapekka Lappi chez MRF (sur Škoda). Il remporte le Championnat d'Asie-Pacifique des rallyes (APRC), en devançant son coéquipier, avec deux victoires, et quatre podiums.
Il fait équipe, en 2014, avec le tchèque Jan Kopecký, à peine devenu Champion d'Europe des rallyes 2013. Cette fois, il est battu par son coéquipier qui est sacré champion, tandis que le natif de Delhi finit vice-champion.

## Palmarès(au 20/09/2014)

### Titres
- Champion d'Asie-Pacifique des rallyes, en 2013, sur Škoda Fabia S2000 du team MRF (copilote l'australien Glenn MacNeall);
- Triple vainqueur du Championnat d'Inde des Rallyes (en) (ou INRC, sous l'égide des fédérations FMSCI et MAI), en:
  - 2007 (copilote Moosa (Musa) Sherif, sur Mitsubishi Cedia Groupe A du team MRF;
  - 2009 (copilote  Moosa (Musa) Sherif, sur Mitsubishi Cedia Groupe A du team MRF;
  - 2011 (copilote  Moosa (Musa) Sherif, sur Mitsubishi Cedia Groupe A du team MRF;
  - Triple champion d'Inde 4 roues motrices (team MRF);
- Champion d'Inde de Formule Chevrolet Rolon, en 2006;
- Champion d'Inde de Formule Maruti (National road racing), en 2004;
- Champion d'Inde du Nord de karting, en 1998;
- Champion régional de karting, en 1997;
  - 2e de la Coupe du Pacifique des rallyes: 2013;
  - Vice-champion d'Asie-Pacifique des rallyes, en 2010 et 2014;
  - Vice-champion de formule challenge F-1600, en 2010;
  - Vice-champion d'Inde des rallyes, en 2006 (team JK Tyre), 2008, 2010 et 2011;
  - Vice-champion d'Inde de formule Maruti, en 2003;

### Victoires en APRC
- 2008: Rallye d'Indonésie;
- 2010: Rallye du Queensland;
- 2012, 2013 et 2015: Rallye de Nouvelle-Calédonie;
- 2013: Rallye d'Hokkaido;
- 2014: Rallye de Whangarei;
- 2014: Rallye de Malaisie.

### Compétition(s) nationale(s) de rallye(s) notable(s)
- 2000: Rallye du Sud de l'Inde (plus jeune vainqueur d'un rallye national, à 18 ans).

## Distinctions
- 2007: Pilote automobile indien de l'année, par la revue indienne Overdrive, et la banque indienne ICICI (propriétaire de celle-ci).